# Chordifex hookeri
Chordifex hookeri är en gräsväxtart som först beskrevs av Dennis Ivor Morris, och fick sitt nu gällande namn av Barbara Gillian Briggs. Chordifex hookeri ingår i släktet Chordifex och familjen Restionaceae.
Artens utbredningsområde är Tasmanien. Inga underarter finns listade i Catalogue of Life.